# Goed Ten Oudenvoorde
Het Goed Ten Oudenvoorde is een historisch domein met een boerderij en een kasteeltje, gelegen aan Twaalfroeden 2-10 in Doornzele.

## Geschiedenis
Het landgoed werd begin 16e eeuw voor het eerst vermeld. In 1687 werd al een kasteeltje vermeld en in 1713 was sprake van een huys van plaisance. Vanaf de 16e eeuw was het eigendom van de familie Sersander en in 1775 kwam het aan de familie van Saceghem. Sinds de 2e helft van de 19e eeuw was het in bezit van de familie De Potter d'Indoye.
Het kasteel werd in 1918 door oorlogsgeweld verwoest, en in 1924 werd een nieuw kasteeltje gebouwd op de plaats van het oude.

## Domein
Het betreft een domein van 10 ha, met daarop een boerderij met bijbehorende woning en een poortgebouw dat toegang tot het kasteel biedt. Het poortgebouw zou een gevelsteen met het jaartal 1658 bezitten. Het kasteel van 1924 is nu als school in gebruik. Achter het kasteel vindt men koetshuizen, die teruggaan tot de 18e eeuw.